# Нсофва, Часве
Часве Нсофва (англ. Chaswe Nsofwa; 22 октября 1978 — 29 августа 2007, Беэр-Шева) — замбийский футболист, нападающий. Выступал за сборную Замбии.

## Карьера
Начинал карьеру в «Занако», одном из сильнейших клубов Замбии, впоследствии уходил из него и возвращался, становился в его составе чемпионом и призёром первенства страны. В 2003 году выступал в России за «Крылья Советов», но в составе команды закрепиться не смог, проведя лишь две игры в чемпионате, и покинул клуб по окончании сезона.
В августе 2007 года перешёл в клуб «Хапоэль» из Беэр-Шевы. Будучи слишком поздно заявленным для участия в чемпионате Израиля, пропустил первый тур сезона 2007/08. В составе новой команды дебютировал 25 августа 2007 года в матче против команды «Хакоа Амидар Рамат-Ган», отметившись двумя голами и получив положительные оценки местных болельщиков; этот матч остался для него единственным официальным за этот клуб.

## Сборная
В составе сборной Замбии принял участие в Кубке африканских наций 2007 года. Также принимал участие в чемпионате мира среди юниоров 1999 года.

## Смерть
29 августа 2007 года умер от сердечного приступа, произошедшего с ним во время тренировочного матча с командой «Хапоэль» из Беэр-Шевы. Через 40 минут он был доставлен в медицинский центр Сорока, где умер, не приходя в сознание.
Нсофва был похоронен 6 сентября того же года на родине в Замбии. На похоронах присутствовал бывший президент Замбии Фредерик Чилуба и несколько игроков сборной Замбии. В знак уважения к футболисту его последний клуб — «Хапоэль» (Беэр-Шева) — изъял из использования номер 6, под которым играл Нсофва.

## Достижения
«Занако»
- Чемпион Замбии: 2002
- 2-е место в чемпионате Замбии: 2001
- 3-е место в чемпионате Замбии: 2000
- Обладатель Кубка Замбии: 2002

«Мелако Телеком»
- 2-е место в чемпионате Малайзии: 2005/06